# رود اسپیرتوفکا
رود اسپیرتوفکا (انگلیسی: Spirtovka) یک رودخانه در استان تومسک کشور روسیه است.